# Dactylorhiza altobracensis
Dactylorhiza altobracensis är en orkidéart som först beskrevs av Coste och Soulié, och fick sitt nu gällande namn av Károly Rezsö Soó von Bere. Dactylorhiza altobracensis ingår i Handnyckelsläktet som ingår i familjen orkidéer. Inga underarter finns listade i Catalogue of Life.